# Yellow Pinch Dam
Yellow Pinch Dam är en stor fyllningsdamm över Yellow Pinch Creek uppströms Merimbula i sydkustregionen i New South Wales, Australien. Dammens huvudsakliga syfte är vattenförsörjning. 

## Plats och funktioner
Yellow Pinch Dam färdigställdes 1987. Den ligger tvärs över Yellow Pinch Creek och får sitt huvudsakliga inflöde från Tantawanglo Creek via Tantawanglo Creek Weir, som ligger 35 kilometer från Yellow Pinch Dam. Dammens sekundära inflöde tas från Bega River via en rörledning från Bega till Yellow Pinch Dam. Dammen byggdes av NSW Department of Public Works på uppdrag av Bega Valley Shire Council för att leverera vatten till Merimbula, Tura Beach, Pambula Beach, Pambula och till fastigheter på landet. Yellow Pinch Dam, tillsammans med Ben Boyd Dam och Tilba Dam, används för att lagra vatten för stadens vattenförsörjning, med vatten som pumpas eller leds av sin egen tyngd från ett vattenintag. Dammarna har små avrinningsområden och nederbörden i dammens avrinningsområde bidrar endast med en mindre del av den mängd vatten som samlas in och lagras.
Dammväggen som är konstruerad med 198 kubikmeter stenfyllning, med en inre jordkärna som är 40 meter hög och 200 meter lång. Vid 100 % kapacitet håller dammväggen tillbaka 3 000 megaliter vatten. Yellow Pinch Dams ytarea är 24 hektar och avrinningsområdet är relativt litet, 2,7 kvadratkilometer. Dammen kan släppa ut 98 kubikmeter per sekund.

## Rörledning mellan Bega och Yellow Pinch Dam
Rörledningen mellan Bega och Yellow Pinch Dam finansierades federalt med 10 miljoner australiska dollar, och den är tillsammans med ett antal pumpstationer, en ytterligare resurs för att säkra vattenförsörjningen till Bega Valley Shire. Projektet startade 2007 och involverade byggandet av en höglyftspumpstation, som kan pumpa upp till 20 megaliter per dag från de nedre Bega River. Detta vatten förs genom en 20 kilometer lång rörledning till Yellow Pinch Dam. Fördelarna med projektet är att utjämna vattenflödet, så att vatten lagras i dammen när Bega Rivers flöde är högt. När flödet är lågt släpps vatten ut ur dammen. Detta tryggar vattenförsörjnungen i de tätbebyggda delarna av Bega Valley Shire och ger större flexibilitet och tillgång till vatten för markägare i det övre avrinningsområdet.